# INS Khanderi (2017)
Pour les autres navires du même nom, voir INS Khanderi.
L'INS Khanderi (pennant number : S22) est le deuxième des six sous-marins de classe Kalvari de la marine indienne construits en Inde. C’est un sous-marin d'attaque conventionnel diesel-électrique qui a été conçu par la société française de défense et d’énergie navale DCNS et fabriqué à Mazagon Dock Limited à Bombay.
Le sous-marin hérite son nom et son numéro de fanion de l’INS Khanderi (S22) qui a servi dans la marine indienne de 1968 à 1989, et a été nommé d’après le fort du roi Marathe Shivaji sur l’île de Khanderi.

## Construction

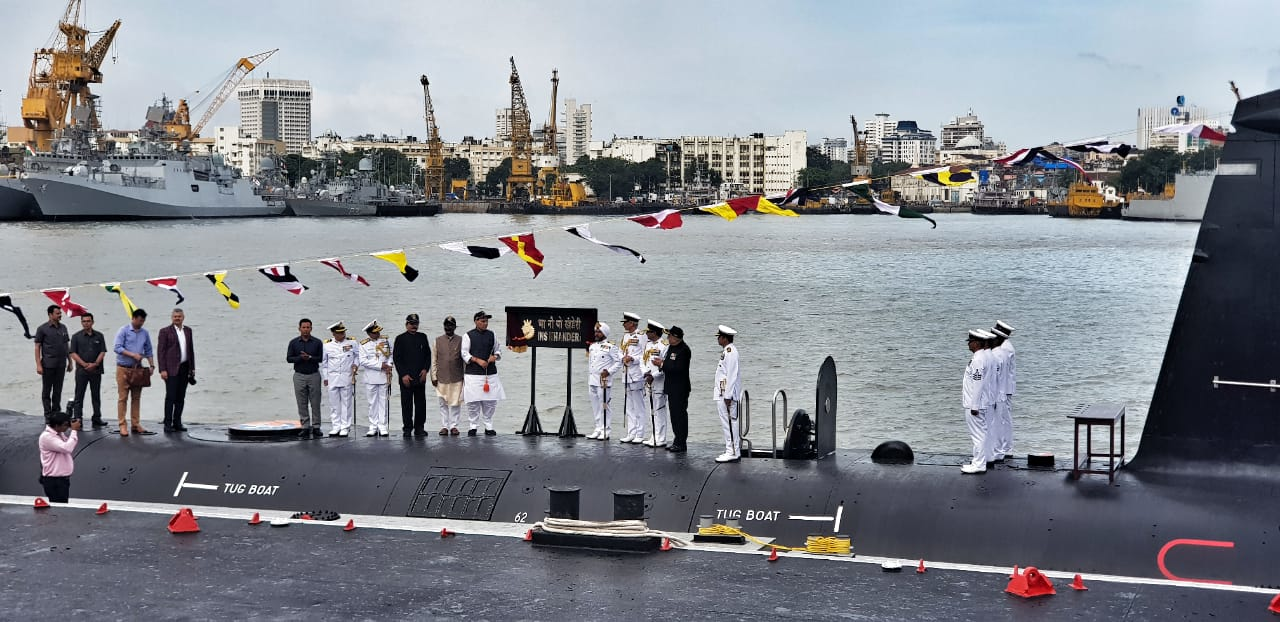
Mise en service de l’INS Khanderi

Le sous-marin a été lancé en présence du ministre de la Défense Subhash Bhamre, du chef d’état-major de la marine, l’amiral Sunil Lanba, et d’autres dignitaires le 12 janvier 2017. Le sous-marin a commencé ses essais en mer le 1er juin 2017.
Le sous-marin a été commissionné par le ministre de la Défense Rajnath Singh le 28 septembre 2019.